# Kyle Lewis
Kyle Alexander Lewis (né le 13 juillet 1995 à Snellville, Georgie, États-Unis) est un joueur de champ centre des Diamondbacks de l’Arizona de la Ligue majeure de baseball.

## Carrière
Joueur de baseball des Bears de l'Université de Mercer, Kyle Lewis est le 11e athlète sélectionné au total lors du repêchage amateur de la Ligue majeure de baseball en 2016 et le choix de premier tour des Mariners de Seattle.
En 2016, Lewis est choisi meilleur joueur universitaire de l'année par Baseball America.
Il fait ses débuts dans le baseball majeur le 10 septembre 2019 avec Seattle. À ce premier match, il frappe un coup de circuit en guise de premier coup sûr dans les majeures, aux dépens de Trevor Bauer des Reds de Cincinnati.